# Бокалупо (Козенца)
Бокалупо је насеље у Италији у округу Козенца, региону Калабрија.
Према процени из 2011. у насељу је живело 75 становника. Насеље се налази на надморској висини од 136 м.